# Cuora yunnanensis
La tartaruga scatola dello Yunnan (Cuora yunnanensis Boulenger, 1906) è una rarissima specie di tartaruga della famiglia dei Geoemididi.

## Descrizione
I dati disponibili provengono dalle collezioni museali e dai rarissimi esemplari allevati in cattività. È noto che le femmine raggiungono i 180 mm, mentre i maschi sono leggermente più piccoli. La testa è marrone, con due sottili bande chiare che si estendono dall'apice del capo fino al collo; il mento e la gola sono evidentemente macchiati di scuro. Il piastrone è completamente nero e presenta un'intaccatura sul margine degli scuti anali.

## Distribuzione e habitat
La reale distribuzione di questa specie è, ad oggi, sconosciuta ed è oggetto di dibattito. Verosimilmente è originaria della provincia cinese dello Yunnan, sebbene alcuni autori abbiano proposto un areale esteso anche ad altre regioni adiacenti. Non esistono informazioni sull'habitat di questa specie, ma è opinione diffusa che si tratti di una testuggine semi-acquatica come le altre specie del genere Cuora, tipica di boschi montani e foreste umide ricche di ruscelli e pozze.

## Biologia
La deposizione in cattività avviene 1-2 volte l'anno e consiste di 4-8 uova. L'incubazione dura poco più di 2 mesi.

## Conservazione
La tartaruga scatola dello Yunnan, da alcuni erroneamente considerata un ibrido, è stata decretata estinta nel 2000 dalla IUCN dopo l'esito negativo di approfondite ricerche sul campo e tra i mercati alimentari cinesi. Dopo circa un secolo di mancati avvistamenti, nel 2004 e 2005 sono stati rinvenuti tre esemplari vivi, mantenuti ex situ per programmi di riproduzione e ripopolamento. Il declino è attribuibile, come in molte altre specie, alla frammentazione e alla perdita dell'habitat, oltre che al sovrasfruttamento. Il commercio illegale è, inoltre, promosso dalle enormi cifre che i collezionisti sono disposti a pagare per ottenere dei rarissimi esemplari da allevare privatamente.